# SAP Cloud Platform
SAP Cloud Platform es una plataforma como servicio desarrollada por SAP SE para la creación de nuevas aplicaciones o extender aplicaciones existentes en un entorno seguro de computación en la nube gestionada por SAP.